# ジャパンキックボクシング協会
ジャパンキックボクシング協会（ジャパンキックボクシングきょうかい、Japan Kickboxing Association）は、日本のキックボクシング団体。略称は、JKA。2019年5月に新日本キックボクシング協会が分裂して設立された。代表は市原ジム会長の小泉猛。コミッショナーは岡島一正。

## 歴史
2019年5月1日に新日本キックボクシング協会から加盟ジムの約3分の1に当たる8ジムが独立して設立。5月12日に後楽園ホールで治政館ジム主催の「プレ旗揚げ興行」として「KICK-Origin」を開催。8月4日に旗揚げ興行を開催。
2021年1月より大会「CHALLENGER」、11月より大会「KICK Insist」を開始。
2022年11月に開催した「KICK Insist14」のメインイベントでは、名高･エイワスポーツジムが元泰国ムエサイアム イサーン ミニマム&ライトフライ級王者のチャイチャナー・ウォーヴィセットジムと対戦し、2ラウンド目の序盤に左ローキックでダウンを奪い、立ち上がったチャイチャナーに右フック、左ボディブロー、右ボディストレートを追撃し、KO勝利した。
2023年11月に開催した「KICK Insist17」のメインイベントでは、名高･エイワスポーツジムがルンサックノーイ・シットニワットと対戦し、2ラウンド目の序盤に左ハイキックでKO勝利。

## ルール
3分5ラウンドないし3分3ラウンド。